# 竹本素行

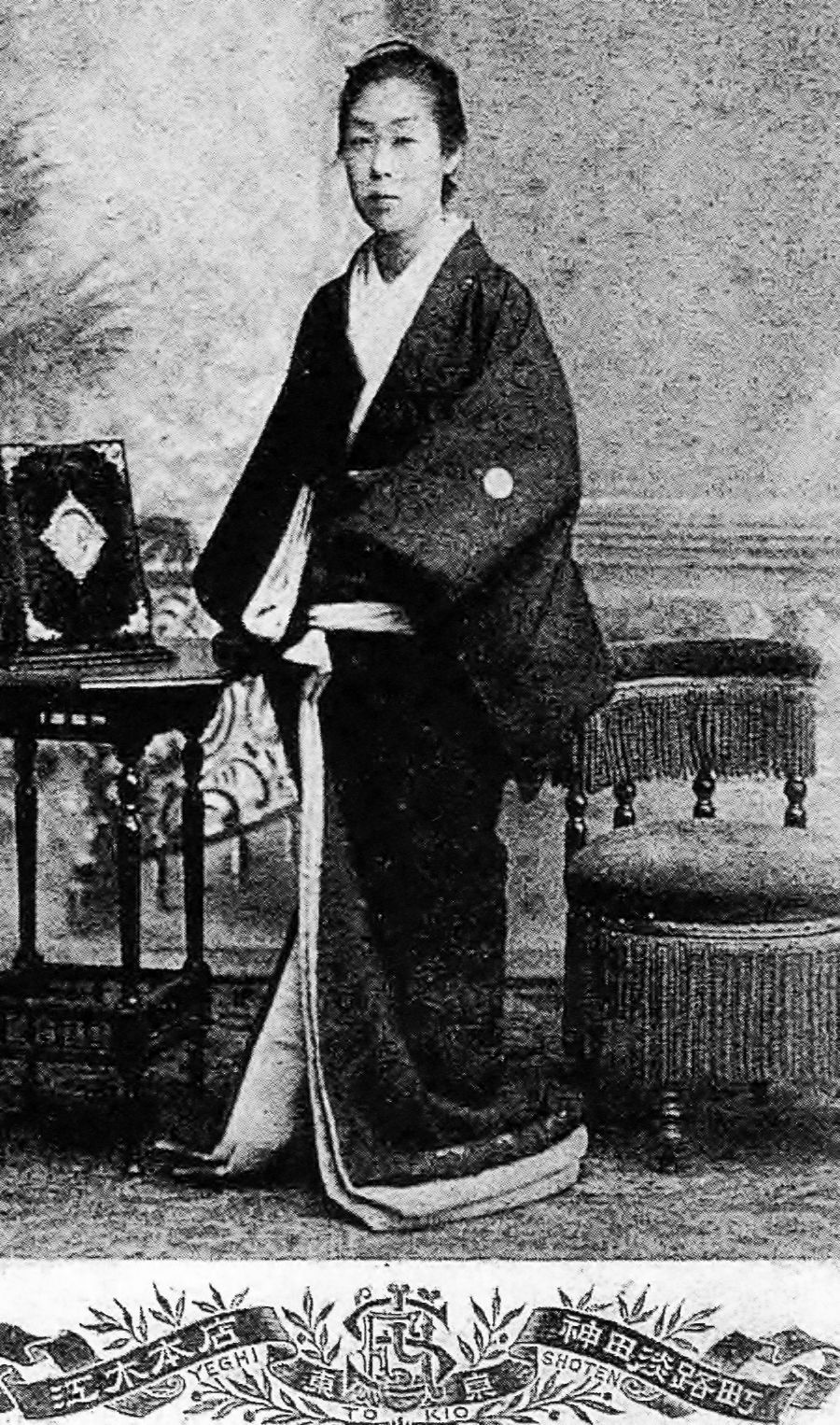
竹本素行（1860-1938）

竹本 素行（たけもと そこう、安政7年1月（1859年12月-1860年1月） - 1938年（昭和13年）1月8日）は、明治・大正期の女義太夫の太夫。義太夫節を語る節太夫で、女義太夫の地位を高めるために尽力した。しばしば「大正三美人」の一人と称される林きむ子の母。

## 略歴
安政7年1月、上野国松井田（現、群馬県安中市）に生まれる。
1872年（明治5年）に東京に出て叔父の養女となり、1874年に鶴沢巴磨寿についた後、豊竹和国太夫の内弟子となって和佐吉と称し、1875年より寄席に出るようになった。1879年（明治12年）には地方興行に赴き、1880年には吉田國五郎一座に加わり、同年、北海道函館を巡業中に真打となって三福を襲名した。1886年（明治19年）、24歳のとき豊竹和国太夫との間の娘（林きむ子）を出産。1891年には東京に戻り、1892年（明治25年）、竹本素行を名乗り、前の名の三福は門人の津賀蝶に譲った。
1907年（明治40年）には弟子の竹本呂行に素行の名を譲り、みずからは瓢と改名した。
1927年（昭和2年）に引退。1938年（昭和13年）1月8日に死去。78歳。